# Galleri 291
Galleri 291 var ett avantgardistiskt konstgalleri i New York, det grundades 1905 som The Little Galleries of the Photo-Secession, av de amerikanska fotograferna Alfred Stieglitz och Edward Steichen.
291 blev det allmänt kända namnet, för det med tiden internationellt uppmärksammade konstgalleriet, som låg på Manhattan med adress 291 Fifth Avenue, galleriet fanns på adressen från 1905 till 1917.
Förutom fotografiska verk ställde 291 även ut afrikansk konst, och presenterade för första gången moderna europeiska konstnärer i USA. Som galleriets centralgestalt var Stieglitz en nyckelperson inom fotografi, och en av de första moderna arrangörerna av utställningar i USA.
Galleriet och dess medlemstidning Camera Work  gav impulser till pre-dadaistiska tendenser, och de första moderna konsttrenderna i USA i början av 1900-talet.
Galleriets alla utställningar, hjälpte till att höja konstfotografiet, till samma status i USA som måleri och skulptur. Banbrytande konstnärliga fotografer som Stieglitz, Edward Steichen, 
Alvin Langdon Coburn, Gertrude Käsebier och Clarence H. White fick alla ett kritiskt erkännande genom utställningar på 291. 
Stieglitz introducerade även några av dåtidens europeiska konstnärer, som Henri Matisse, Auguste Rodin, Henri Rousseau, Paul Cézanne, Pablo Picasso, Constantin Brâncusi, och dadaisterna Francis Picabia och Marcel Duchamp.
I juni 1917, bara två månader efter att USA förklarade krig mot Tyskland, stängde Alfred Stieglitz  291. Han gjorde ett fotografi som hette The Last Days of 291, som symboliserade hans känslor vid den tiden. 
Det föreställer en ung soldat, beväpnad med ett svärd och en kvast, som skyddar konstverk bakom honom. Vid hans sida ser en äldre, bandagerad krigare på, som möjligen representerar Stieglitz själv, som någon som hade blivit sårad i striden för att skydda konsten, som nu måste bevakas av en ny generation. 

## Galleri

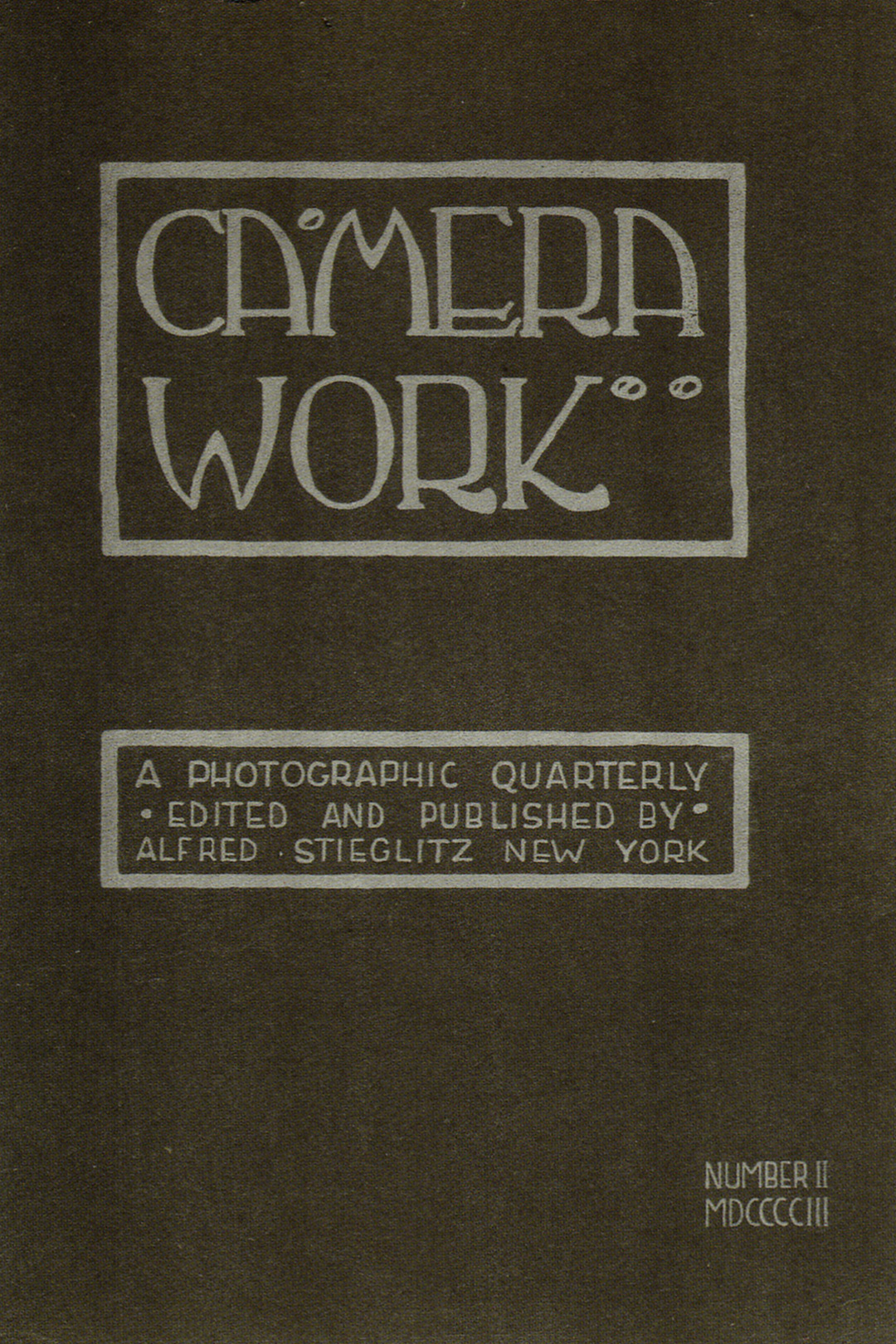
Omslag på Camera Work från 1903, Alfred Stieglitz tidskrift som med tiden fick fotografi erkänt som en egen konstart.
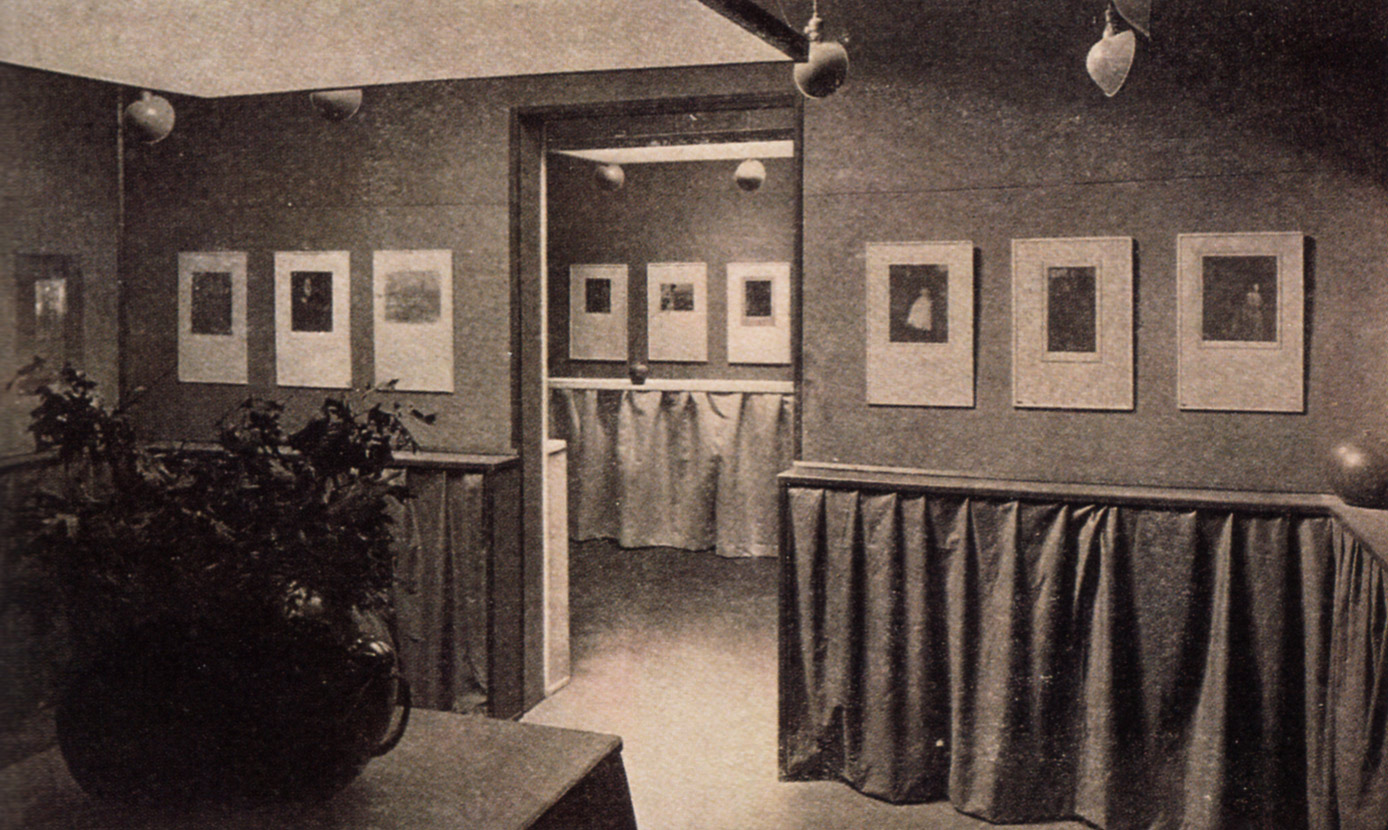
Gertrude Käsebier och Clarence H. Whites utställning på Little Galleries of the Photo Secession 1906.
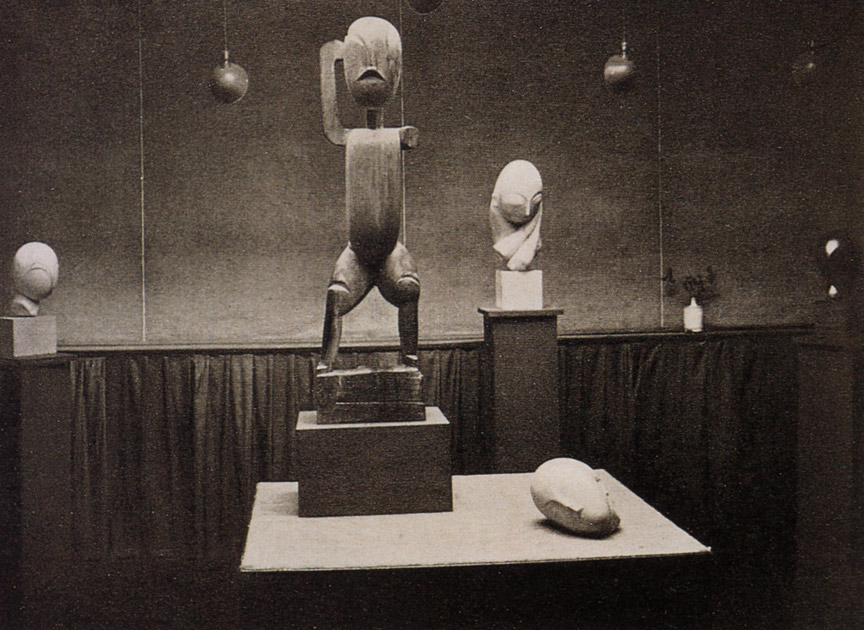
Constantin Brâncușis utställning 1914.
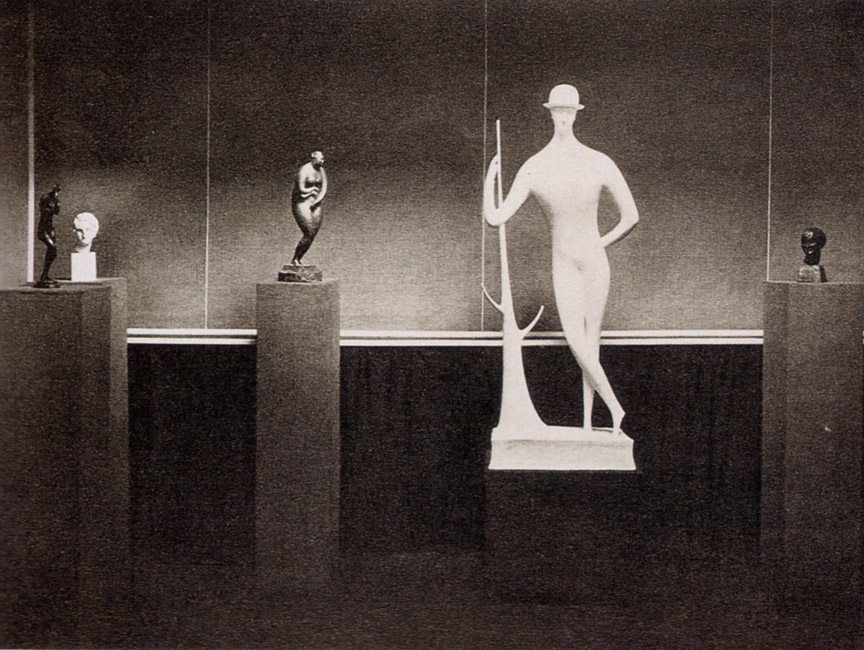
Utställning med Elie Nadelman 1915.
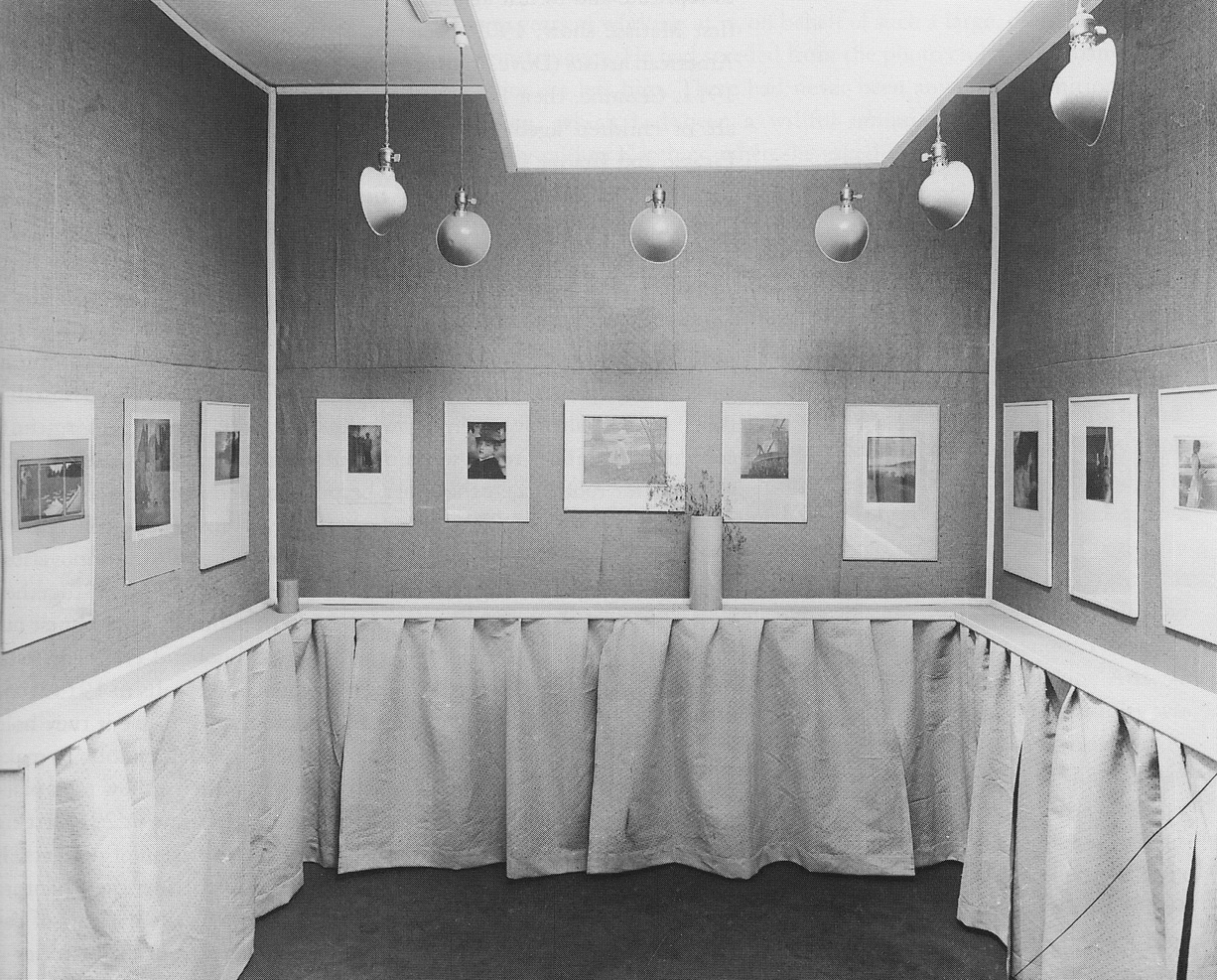
Galleri 291, 1906.